# رابرت بلامی کلیفتون
 رابرت بلامی کلیفتون (انگلیسی: Robert Bellamy Clifton؛ زاده ۱۳ مارس ۱۸۳۶ درگذشته ۲۱ فوریه ۱۹۲۱) یک دانشمند اهل بریتانیا بود. 